# Breny
Breny és un municipi francès situat al departament de l'Aisne i a la regió dels Alts de França. L'any 2007 tenia 272 habitants.

## Demografia

### Població
El 2007 la població de fet de Breny era de 272 persones. Hi havia 100 famílies de les quals 20 eren unipersonals (16 homes vivint sols i 4 dones vivint soles), 36 parelles sense fills, 36 parelles amb fills i 8 famílies monoparentals amb fills.
La població ha evolucionat segons el següent gràfic:
Habitants censats

### Habitatges
El 2007 hi havia 109 habitatges, 99 eren l'habitatge principal de la família, 6 eren segones residències i 4 estaven desocupats. 97 eren cases i 11 eren apartaments. Dels 99 habitatges principals, 75 estaven ocupats pels seus propietaris, 18 estaven llogats i ocupats pels llogaters i 6 estaven cedits a títol gratuït; 1 tenia una cambra, 4 en tenien dues, 19 en tenien tres, 35 en tenien quatre i 40 en tenien cinc o més. 71 habitatges disposaven pel capbaix d'una plaça de pàrquing. A 35 habitatges hi havia un automòbil i a 48 n'hi havia dos o més.

### Piràmide de població
La piràmide de població per edats i sexe el 2009 era:
| Homes | Edats   | Dones |
| ----- | ------- | ----- |
| 0     | 95 o +  | 0     |
| 4     | 90 a 94 | 0     |
| 4     | 85 a 89 | 8     |
| 4     | 80 a 84 | 4     |
| 4     | 75 a 79 | 8     |
| 12    | 70 a 74 | 0     |
| 4     | 65 a 69 | 0     |
| 4     | 60 a 64 | 4     |
| 4     | 55 a 59 | 8     |
| 12    | 50 a 54 | 16    |
| 4     | 45 a 49 | 0     |
| 12    | 40 a 44 | 0     |
| 8     | 35 a 39 | 20    |
| 16    | 30 a 34 | 8     |
| 4     | 25 a 29 | 8     |
| 0     | 20 a 24 | 0     |
| 12    | 15 a 19 | 0     |
| 20    | 10 a 14 | 0     |
| 12    | 5 a 9   | 4     |
| 0     | 0 a 4   | 4     |

## Economia
El 2007 la població en edat de treballar era de 174 persones, 133 eren actives i 41 eren inactives. De les 133 persones actives 114 estaven ocupades (67 homes i 47 dones) i 19 estaven aturades (10 homes i 9 dones). De les 41 persones inactives 7 estaven jubilades, 12 estaven estudiant i 22 estaven classificades com a «altres inactius».

### Ingressos
El 2009 a Breny hi havia 95 unitats fiscals que integraven 269 persones, la mediana anual d'ingressos fiscals per persona era de 16.164 €.

### Activitats econòmiques
Dels 6 establiments que hi havia el 2007, 1 era d'una empresa de comerç i reparació d'automòbils, 3 d'empreses de transport i 2 d'empreses de serveis.
L'únic establiment comercial que hi havia el 2009 era una floristeria.
L'any 2000 a Breny hi havia 3 explotacions agrícoles que ocupaven un total de 168 hectàrees.

## Equipaments sanitaris i escolars
El 2009 hi havia una escola elemental integrada dins d'un grup escolar amb les comunes properes formant una escola dispersa.

## Poblacions més properes
El següent diagrama mostra les poblacions més properes.